# Budziszcze
Budziszcze (deutsch Karolinenhof, früher Carolinenhof) ist ein Dorf in der polnischen Woiwodschaft Westpommern. Es gehört zur Gmina Łobez (Stadt- und Landgemeinde Labes) im  Powiat Łobeski (Labser  Kreis).

## Geographische Lage
Das Dorf liegt in Hinterpommern, etwa 27 Kilometer südöstlich der Stadt Resko (Regenwalde)  und sieben Kilometer südsüdöstlich der Stadt Łobez (Labes).

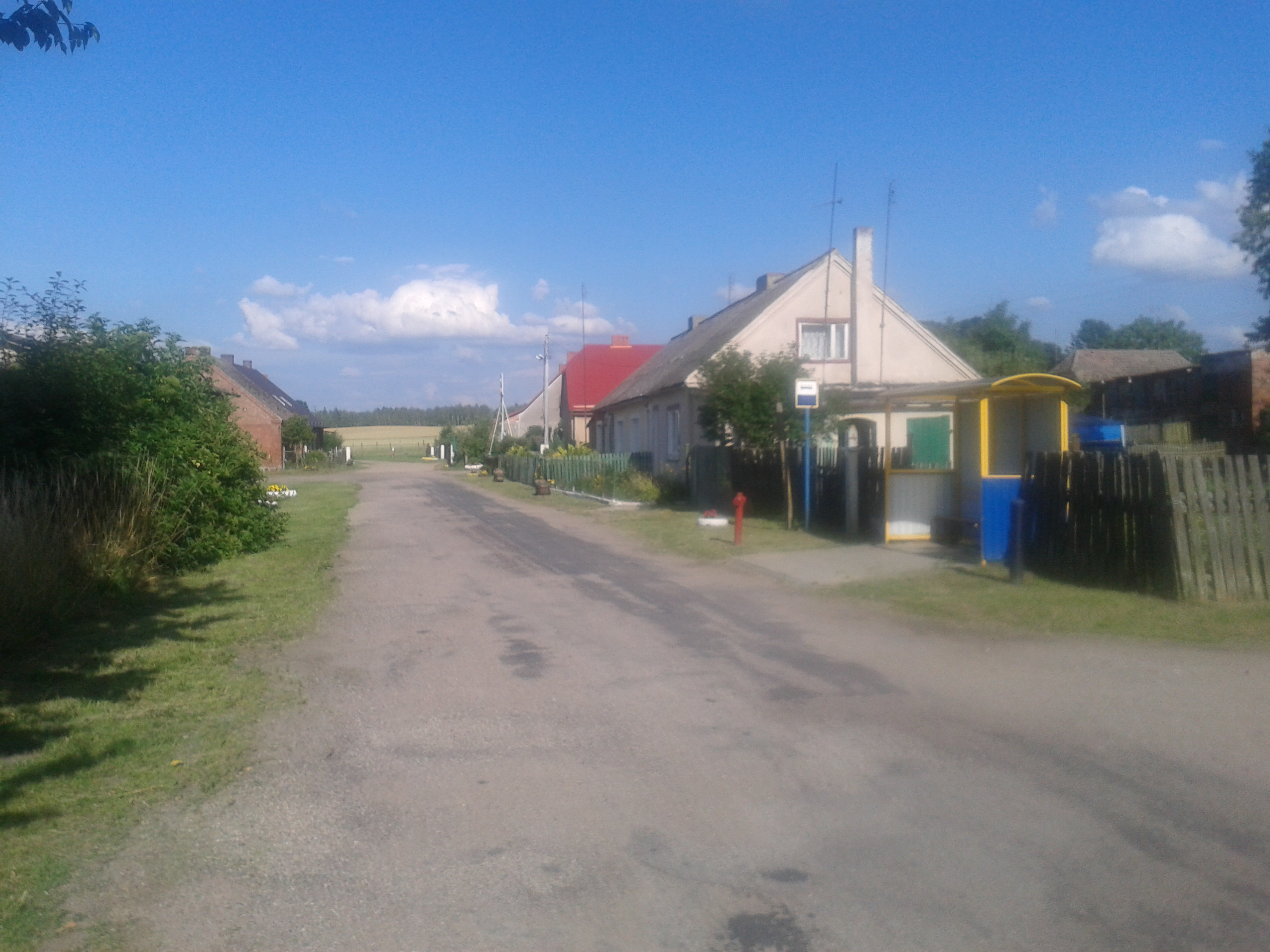
Dorfstraße (2014)

## Geschichte
Die Ortschaft Karolinenhof ist eine Neugründung und entstand im 19. Jahrhundert nach der Regulierung der gutsherrlichen und bäuerlichen Verhältnisse im Bezirk des Ritterguts Bonin, Kreis Regenwalde, als Vorwerk auf der Feldmark des Guts im Südosten des Dorfkerns von Bonin. Im Rahmen dieser Separation entstanden außerdem die beiden benachbarten Vorwerke Niefken, auch Schabernack genannt, und Luisenhof. Auf dem Vorwerk Karolinenhof wurden unter anderem über tausend Schafe gehalten.
Im Jahr 1945 war Karolinenhof eine Wohnstätte in der Landgemeinde Bonin im Kreis Regenwalde im Regierungsbezirk Köslin der preußischen Provinz Pommern des Deutschen Reichs. 
Gegen Ende des Zweiten Weltkriegs wurde die Region im Frühjahr 1945 von der Roten Armee besetzt. Nach Beendigung der Kampfhandlungen wurde Karolinenhof zusammen mit der Landgemeinde Bonin und ganz Hinterpommern seitens der sowjetischen Besatzungsmacht der Volksrepublik Polen zur Verwaltung überlassen. Danach begann die Zuwanderung von Polen. Die Wohnstätte Karolinenhof wurde unter der Ortsbezeichnung ‚Budziszcze‘ verwaltet. In der Folgezeit wurde die einheimische Bevölkerung von der polnischen Administration aus Bonin und dem Kreisgebiet vertrieben.

### Demographie
| Jahr | Einwohner | Anmerkungen                                                       |
| ---- | --------- | ----------------------------------------------------------------- |
| 1867 | 35        | neues Schäferei-Vorwerk des Ritterguts Bonin mit drei Wohnhäusern |
| 1871 | 30        | am 1. Dezember, in drei Wohnhäusern                               |
| 1885 | 41        | am 1. Dezember, in vier Wohnhäusern                               |
| 1910 | 76        | am 1. Dezember                                                    |